# Lucas Toscani
Lucas Toscani né le 22 septembre 1999, est un joueur argentin de hockey sur gazon. Il évolue au poste d'attaquant au HTC Uhlenhorst Mülheim, en Allemagne et avec l'équipe nationale argentine.

## Carrière
- Débuts en équipe première le 10 mars 2019 contre la Nouvelle-Zélande à Auckland lors de la Ligue professionnelle 2019.

## Palmarès
- : 1er à la Coupe d'Amérique en 2022.